# مارک رندل (بازیکن فوتبال)
مارک رندل (انگلیسی: Mark Randall؛ زادهٔ ۲۸ سپتامبر ۱۹۸۹) یک بازیکن فوتبال اهل بریتانیا است.